# Niedernfelde

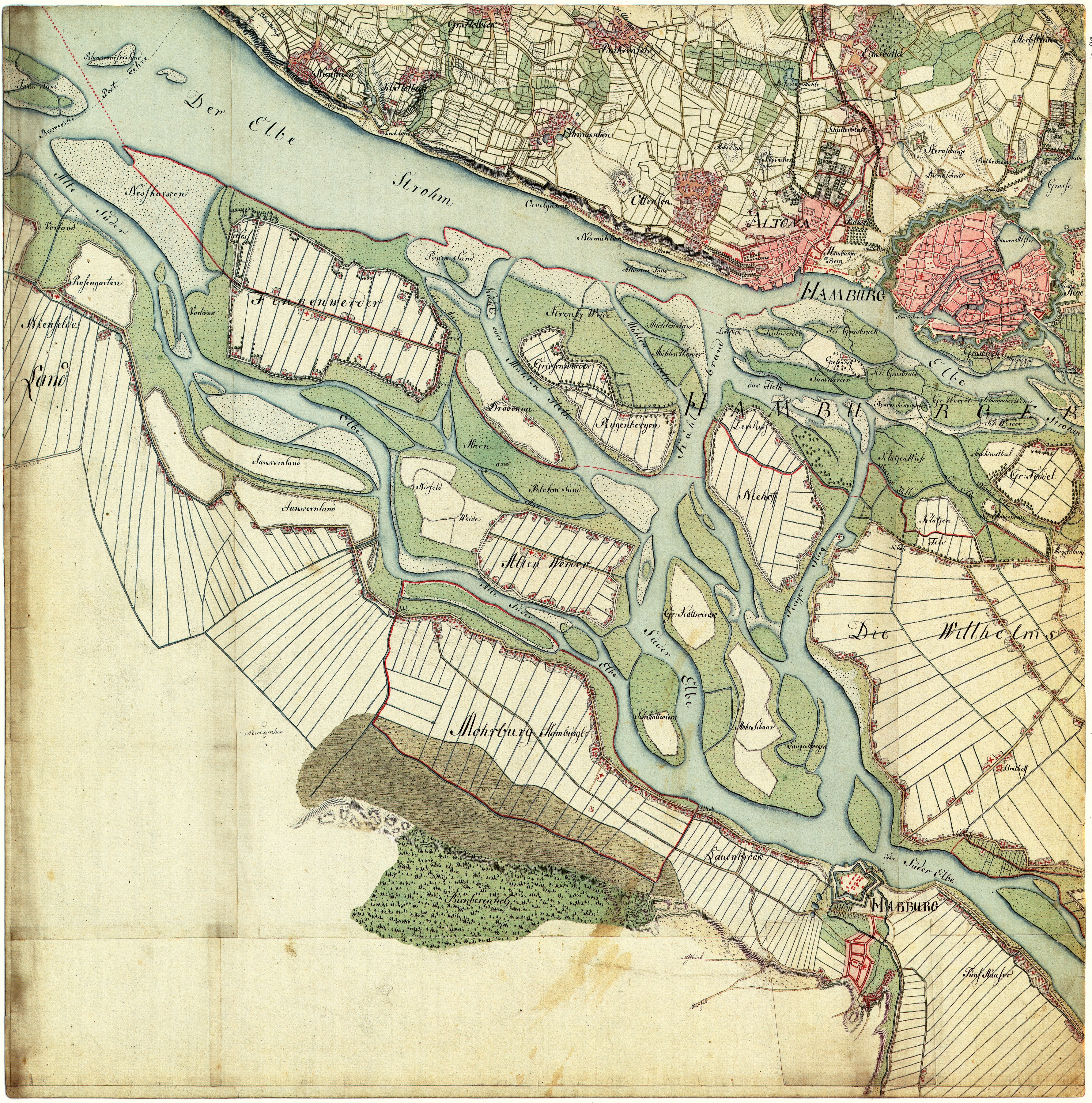
Niedernfelde (südlich des kleinen Grasbrook) Ende des 18. Jahrhunderts auf der Karte von Varendorf

Niedernfelde war ein Ort auf der Elbinsel Grasbrook. Das 1894 eingemeindete Gebiet gehörte zur Pfarrgemeinde Sankt Georg und gehört heute zum Stadtteil Hamburg-Kleiner Grasbrook.
Die Straße Niedernfelder Ufer und die Niedernfelder Brücken über die Niedernfelder Durchfahrt erinnern noch an den früheren Ort. Der heutige Hafenbahnhof Hamburg-Süd wurde bei seiner Eröffnung Hafenbahnhof Hamburg Niedernfelde getauft.

## Belege
1. ↑   Handbuch der hamburgischen verfassung und verwaltung von Friedrich Georg Buek, Seite 10
2. ↑  Zur Statistik und Topographie der Freien und Hansestadt Hamburg und deren Gebietes, Autor Franz Heinrich Neddermeyer, Hoffmann und Campe, 1847
3. ↑  Friedrich Georg Buek Seite 10